# Isaac Simbacià
Isaac Simbacià (en armeni Սահլ Սմբատյան Եռանշահիկ i a les fonts aràbigues Sahl ibn Sunbat o Sahl ibn Sunbat al-Armaniyy (vers 790/800 – vers 855) fou un príncep armeni d'Arran i de Shaki (Herècia) que va tenir un paper destacat a la història del Caucas oriental al segle ix, i podria ser l'ancestre de la dinastia de nakharark (plural armeni nakharark) i després reis de Khatxèn establerta el 821.

## Orígens
Els historiadors del Caucas estan dividits sobre els orígens d'Isaac, ja que hi ha tres interpretacions de la font principal, Movses Kaghankatvatsi.

### Un aranshahíkida?
D'acord amb Cyril Toumanoff, Isaac podria ser un aranshahíkida com diu Movses Kaghankatvatsi, una branca de la dinastia de prínceps de Siunia i en particular seria descendent de Zarmihr Eranshahik (o Aranshahik). Segons la tradició a l'inici del segle vii els mihrànides van convidar a les seves terres a seixanta membres de la casa dels aranshahíkides, per un banquet, i allí, a traïció, els van matar a tots excepte a Zarmihr Aranshahik, que estava casat amb una princesa mihrànida; després d'aixó els mihrànides van esdevenir prínceps de Gardman amb hegemonia sobre tota l'Aghuània o Albania del Caucas.
L'esposa d'Isaac seria també una aranshahíkida.

### Un siunida o siuníkida?
Altres historiadors (Robert H. Hewsen, Charles Dowsett, Vladimir Minorsky, Claude Mutafyan), agafant el mateix text de Movses Kaghankatvatsi, interpreten que Isaac fou nakharar de Siunia, pare d'Artnerseh (casat amb Spram) i, per tant, rebutja aquesta ascendència aranshahíkide. Per Minorsky la qualificació de aranshahíkida que li dona Kaghankatvatsi és a causa de l'anticipació d'agafar el títol que havia ostentat el darrer mihrànida, Varaz Terdat II. Dowsett considera per la seva part que no es pot excloure que la genealogia aranshahíkida fos una falsificació feta per Isaac o per Kaghankatvatsi (o la seva font), per enfortir la reclamació d'Isaac a l'Albània del Caucas o Aghuània. Hewsen considera a Isaac un siúnida que hauria aconseguit el control de les terres familiars del Gelarquniq en les quals s'hauria fet autònom, fundant sobre aquesta base el principat de Khatxèn el 821 . Mutafyan accepta també aquest darrer origen pel principat de Khatxèn o Khatxèn.

### Un bagràtida?
L'historiador georgià Nodar Assatiani creu que Isaac i els senyors d'Herècia que el van succeir, serien una branca dels bagràtides. Cyril Toumanoff creu no obstant, que una aliança matrimonial inicial de la dinastia d'Herècia amb una princesa bagràtida és més probable i seria l'origen dels noms de Sahl (Sahl que podria ser el nom Isaac deformat), el seu pare (Simbaci) i el seu fill (Adarnases). Cristian Settipani pensa que fins i tot el pare d'Isaac, Simbaci, seria fill d'una princesa bagràtida possible filla de Simbaci Bagratuní VI.

## Regnat
En fonts armènies, Isaac i els seus germans són esmentats per la seva lluita victoriosa contra els invasors àrabs a les muntanyes de l'Artsakh. El primer xoc del que hi ha notícies es va produir el 822 durant la invasió de la comarca d'Amaras. L'autoritat del califa a la regió es va afeblir substancialment per la revolta de Babak el khorramita a l'Azerbaidjan (822-837); Babak es va casar amb una filla de Vasaces, príncep de Siunia, i junts van combatre contra els conqueridors musulmans, el que no va impedir que a la mort de Vasaces el 822, el khorramita es girés contra el seu llinatge i va tractar de dominar Siunia i Artsakh, i els anys 826 a 831 va cometre atrocitats contra els revoltats armenis de Balq (o Balk o Baghq), Gegharkunik i Berdzor (les tres comarques de la Siunia); en el relat de l'historiador Movses Kaghankatvatsi, Babak és descrit com "una bèstia assassina, devastadora i assedegada de sang". Els armenis van enfrontar-se amb persistència a Babak a la regió de l'Artsakh. Isaac, príncep de Shaki (ciutat a la part sud-est d'Herècia), va aprofitar la situació per estendre la seva autoritat sobre Aghuània (Albània del Caucas), on el darrer governant de la decadent dinastia mihrànida, Varaz Terdat II, va ser assassinat el 822/823. La filla d'aquest últim, anomenada Spram, es va casar amb el fill d'Isaac, Adrnerseh/Adernaseh, a la fortalesa de Khatxèn, i els prínceps de Shaki es van estendre cap a Gardman i l'Artsakh.
Vardan Areveltsi assenyala que el 837-838, Afxin Khaydar ibn Kawus, general del califa abbàssida Al-Mutasim, va ser enviat a Armènia per lluitar contra Babak. Aquest fou derrotat i es va refugiar a les muntanyes controlades per Isaac, que el va fer presoner i el va lliurar a Afxin, rebent la recompensa oferta d'un milió de dirhams de plata. Segons Movses Kaghankatvatsi, el califa posteriorment li va concedir la sobirania sobre Armènia, Geòrgia i Albània del Caucas.

## Exili
El 854 segons Tomàs Arzeruni, Isaac va patir la mateixa sort que moltes dinasties armènies, i va ser exiliat a Samarra com a resultat de les operacions militars i polítiques del general d'origen turc Bugha, enviat pel califa per recuperar el control de la regió. El destí ulterior d'Isaac no es coneix, encara que se sap que va morir després del 855. El seu fill va retornar al cap de poc temps a Sotk (o Sotq o Zod) una vila del Gelarquniq.